# Abus de pouvoir (film)
Pour les articles homonymes, voir Abus de pouvoir (homonymie).
Pour plus de détails, voir Fiche technique et Distribution.
Abus de pouvoir (Abuso di potere) est un néo-polar italien, réalisé par Camillo Bazzoni, sorti en 1972, avec Frederick Stafford, Marilù Tolo, Raymond Pellegrin, Franco Fabrizi et Judy Winter dans les rôles principaux.

## Synopsis
À Palerme, le journaliste Enrico Gagliardi (Umberto Orsini) est assassiné. L'enquête est confié au commissaire Luca Miceli (Frederick Stafford). Vingt-quatre heures après le meurtre, il reçoit une dénonciation téléphonique anonyme qui le conduit à l'auteur présumé. Mais Miceli doute de sa cupapibilité et poursuit son enquête.

## Fiche technique
- Titre : Abus de pouvoir
- Titre original : Abuso di potere
- Réalisation : Camillo Bazzoni
- Scénario : Massimo Felisatti et Fabio Pittorru (it)
- Photographie : Claudio Ragona
- Musique : Riz Ortolani
- Montage : Roberto Perpignani (it)
- Production : Enzo D'Ambrosio et Oscar Di Martino
- Société(s) de production : Milvia Cinematografica, Spider Film, Comacico, Dieter Geissler
- Société(s) de distribution : Jumbo Cinematografica
- Pays d'origine :  Italie
- Genre : Néo-polar italien
- Durée : 102 minutes
- Dates de sortie :
  -  Italie : 24 mars 1972
  -  France : 20 septembre 1973

## Distribution
- Frederick Stafford : commissaire Luca Miceli
- Marilù Tolo : Simona
- Raymond Pellegrin : Giudice D'Alò
- Franco Fabrizi : commissaire Resta
- Judy Winter : Rosaria
- Umberto Orsini : Enrico Gagliardi
- Reinhard Kolldehoff : Questore
- Elio Zamuto (it) : commissaire Montesi
- Quinto Parmeggiani : directeur du journal
- Ninetto Davoli : Yo-yo
- Corrado Gaipa : Rosenthal
- Mavie Bardanzellu
- Claudio Gora : le procureur
- Guido Leontini : Turi Delogo
- Renato Romano (it)
- Gianfranco Barra
- Francesco D'Adda

## Autour du film
- Ce film s'inspire de l'assassinat du journaliste italien Mauro De Mauro.